# Кандага
Кандага (суахили и англ. Kandaga) — небольшой город и община (ward / shehia) на западе Танзании, на территории области Кигома. Входит в состав округа Увинза.

## Географическое положение
Город находится в западной части области, к востоку от озера Танганьика, на высоте 1003 метров над уровнем моря.
Кандага расположена на расстоянии приблизительно 17 километров к востоку-юго-востоку (ESE) от города Кигома, административного центра провинции и на расстоянии приблизительно 1050 километров к западу-северо-западу (WNW) от столицы страны Дар-эс-Салама.

## Население
По данным официальной переписи 2012 года численность населения Кандаги составляла 23 696 человека, из которых мужчины составляли 47,4 %, женщины — соответственно 52,6 %.

## Транспорт
Ближайший аэропорт расположен в городе Кигома.